# Isochromodes divergentata
Isochromodes divergentata là một loài bướm đêm trong họ Geometridae.